# Красноуфимск (городской округ)
Городской округ Красноуфи́мск — муниципальное образование в Свердловской области России. Относится к Западному управленческому округу
Административный центр — город Красноуфимск.
С точки зрения административно-территориального устройства области, городской округ находится в границах административно-территориальной единицы города  Красноуфимск (соответствует категории города областного подчинения).

## География
Город (городской округ) Красноуфимск расположен в юго-западной части Свердловской области, со всех сторон окружен территорией Красноуфимского района (округа). Общая площадь округа 127,78 км². 

## История

### Красноуфимский городской совет
Указами Президиума Верховного Совета РСФСР от 22.02.1946 и 04.03.1946 город Красноуфимск выделен из состава Красноуфимского района и отнесён к категории городов областного подчинения.
25 апреля 1958 года д. Соболя Соболевского сельсовета была включена в черту Красноуфимска.
16 марта 1961 года Красноуфимский городской и районный советы были объединены в один Красноуфимский горсовет. Красноуфимскому горсовету были подчинены населённые пункты Красноуфимского района при сохраненим его как территориальной единицы.
6 октября 1961 года фактически слившиеся с городом населённые пункты плодопитомника, биомицинового завода, Приданниковский, «Центральный» откормочного совхоза и пос. Совхозный Александровского сельсовета были включены в городскую черту Красноуфимска.
1 февраля 1963 года горсовет Красноуфимска был подчинён Свердловскому областному (промышленному) Совету депутатов трудящихся. Красноуфимскому горсовету были переданы в подчинение Артинский, Натальинский и Саранинский поссоветы и Ключевской, Пудлинговский, Саргаинский и Уфимский сельсоветы.
16 июля 1963 года были переданы населённые пункты:
- из Артинского поссовета Пантелейково, Бочкари, Волково,Чекмаш, Шакша и Евалак 1 в административно-территориальное подчинение Пристанинского сельсовета;
- из Саранинского поссовета Зауфа, Прилавок, Красный Бережок, Марийские Ключики в административно-территориальное подчинение Криулинского сельсовета Красноуфимского сельского района;
- из Уфимского сельсовета пригородной зоны Красноуфимска в Красноуфимский сельский район Большая Гарь, Ильята, Шарлама, Безгодово и Большой Ельник с образованием нового, Судницинского сельсовета (административный центр д. Судницино);
- из Пристанинского сельсовета Устье-Югуш, Чеклетан и Рудничная в административно-территориальное подчинение Артинского поссовета;
- из Крыловского сельсовета Каменевка и Уфимского балластного карьера в административно-территориальное подчинение Уфимского сельсовета;
- из Саранинского поссовета пригородной зоны Красноуфимска  д. Полухино в административно-территориальное подчинение Пудлинговского сельсовета, пос. Леспромхоз в административно-территориальное подчинение Натальинского поссовета;
- из Пудлинговского сельсовета населённые пункты Верх-Сарана и Петуховка в административно-территориальное подчинение Саранинского поссовета.

7 марта 1964 года Артинский поссовет был передан из состава Красноуфимского горсовета в административно-территориальное подчинение Артинского районного сельского совета.
10 июля 1964 года населённый пункт Уфимка был отнесён к категории рабочих посёлков с присвоением наименования рп Уфимский, Уфимский сельсовет был преобразован в Уфимский поссовет с переподчинением Красноуфимскому горсовету.
13 января 1965 года при преобразовании Красноуфимского сельского района в район были переданы в его подчинение Натальинский, Саранинский и Уфимский поссоветы, Ключевской и Саргаинский сельсоветы.
12 апреля 1973 года пос. Сабарда Пудлинговского сельсовета был исключён из учётных данных как прекративший существование.
30 декабря 1984 года было составлено описание городской черты Красноуфимска.

### Муниципальное образование
5 августа 1995 года по итогам местного референдума создано муниципальное образование город Красноуфимск, включившее в себя Красноуфимск и территории, подчинённые городской администрации. 10 ноября 1996 года муниципальное образование было включено в областной реестр.
С 31 декабря 2004 года город Красноуфимск был наделён статусом городского округа.
С 1 января 2006 года муниципальное образование город Красноуфимск было переименовано в городской округ Красноуфимск.

## Население
| 2002    | 2009    | 2010    | 2011    | 2012    | 2013    | 2014    |
| ------- | ------- | ------- | ------- | ------- | ------- | ------- |
| 44 471  | ↘41 398 | ↘40 445 | ↘40 393 | ↘40 203 | ↘39 988 | ↘39 920 |
| 2015    | 2016    | 2017    | 2018    | 2019    | 2020    | 2021    |
| ↘39 852 | ↘39 574 | ↘39 304 | ↘38 959 | ↘38 643 | ↘38 304 | ↘37 810 |
| 2023    |         |         |         |         |         |         |
| ↘37 806 |         |         |         |         |         |         |

## Населённые пункты, административно-территориальное устройство
В состав муниципального образования (городского округа) и административно-территориальной единицы (города) входят 5 населённых пунктов. До 1 октября 2017 года на уровне административно-территориального устройства сельские населённые пункты объединялись в сельсовет.

### Административно-территориальное устройство до 1.10.2017
| № | ТЕ / АТЕ                | Состав                                                      |
| - | ----------------------- | ----------------------------------------------------------- |
| 1 | город Красноуфимск      | Красноуфимск                                                |
| 2 | Пудлинговский сельсовет | посёлки Пудлинговый, Журавлиный Лог, Полухино, Чёрная Речка |

### Населённые пункты
| № | Населённый пункт | Тип               | Население |
| - | ---------------- | ----------------- | --------- |
| 1 | Журавлиный Лог   | посёлок           | ↘0        |
| 2 | Красноуфимск     | город, адм. центр | ↗37 307   |
| 3 | Полухино         | посёлок           | →0        |
| 4 | Пудлинговый      | посёлок           | ↘644      |
| 5 | Чёрная Речка     | посёлок           | ↘36       |